# Награда Заплањски Орфеј
Награда Заплањски Орфеј додељује се од 1996. на Миљковићевим поетским вечерима у Гаџином Хану за најбољу песму објављену у књижевним листовима и часописима између две свечаности.
Награда у част Бранка Миљковића установљена је на предлог Организационог одбора манифестације Миљковићеве поетске вечери, коју организује Народна библиотека Бранко Миљковић, раније као Дом културе Бранко Миљковић, у Гаџином Хану. Покровитељ награде је Општина Гаџин Хан. У почетку је додељивач била и редакција програма Србија данас Радио-телевизије Србије а покровитељ Министарство културе Републике Србије. Награда се састоји од повеље, плакете са ликом Бранка Миљковића и новчаног износа. Свечано уручење награде приређује се у свечаној сали библиотеке.

## Добитници
Награду су добили следећи песници:

#### Од 1996. до 2000.
- 1996 — Борислав Радовић, за песму Зелени петлић (Поезија, 1, 1, 1996).
- 1997 — Бранислав Петровић, за песму Одлазак Бохумила Храбала (Књижевне новине, 49, 946/947, 1997).
- 1998 — Јован Христић, за песму Три песме о покореном граду (Књижевне новине, 50, 968/969/970, 1998).
- 1999 — Рајко Петров Ного, за песму Недремано око (Политика, 10. 4. 1999).
- 2000 — Танасије Младеновић, за песму То је онај живот (Политика, 1. 7. 2000).

#### Од 2000. до 2010.
- 2001 — Љубомир Симовић, за песму Дочек и крунисање ослободиоца пред црквом и рибарском крчмом у Сланкамену (Алфа, 1, 2001).
- 2002 — Алек Вукадиновић, за песму Песникова радна соба (Повеља, 1, 2002).
- 2003 — Милосав Тешић, за песму Гром о Светом Сави (Политика, 26-28. 4. 2003).
- 2004 — није додељена јер манифестација није одржана
- 2005 — Братислав Р. Милановић, за песму Летописац пред библиотеком на Косанчићевом венцу (Књижевни магазин, 4, 39, 2004).
- 2006 — Ђорђо Сладоје, за песму На гробу очевом (Летопис Матице српске, јул–август, 2006).
- 2007 — Злата Коцић, за песму Сусрети на води (Повеља, 2, 2007).
- 2008 — Мирослав Максимовић, за песму Упамтио сам то (Вечерње новости, додатак „Култура”, 8. 4. 2008).
- 2009 — Мирослав Цера Михаиловић, за песму Оно ништа (Вечерње новости, додатак „Култура”, 2. 9. 2009).
- 2010 — Милан Ненадић, за песму Стопа земље (Златна греда, 99/100, 2010).

#### Од 2011. до 2020.
- 2011 — Томислав Маринковић, за песму Бројеви (Књижевни магазин, 115/117, 2011).
- 2012 — Петар Пајић, за песму Сонет о Византији (Печат, 200, 2012).
- 2013 — Петар Цветковић, за песму Дуд (Повеља, 2, 2013).
- 2014 — Никола Вујчић, за песму Потпаљивање ватре (Летопис Матице српске, март, 2014).
- 2015 — Матија Бећковић, за поему Слава теби Боже (Политика, Културни додатак, 29. 8. 2015).
- 2016 — Верољуб Вукашиновић, за песму Ветар и дажд (Политика, додатак „Култура−Уметност−Наука”, 26. 11. 2016).[4]
- 2017 — Гојко Ђого, за песму Љубав (Вечерње новости, 17. 10. 2017).[5]
- 2018 — Милосав Тешић, за песму Плава гробница — Видо (Политика, 15. 9. 2018).[6]
- 2019 — Владимир Јагличић, за песму Течевина (Вечерње новости, додатак „Култура”, 16. 8. 2019).[7]
- 2020 — није додељена јер манифестација није одржана

#### Од 2021.
- 2021 — није додељена јер манифестација није одржана
- 2022 — Енес Халиловић, за песму Нека жена и ја (Вечерње новости, додатак „Култура”, 14. 6. 2022).[8]
- 2023 — Раде Танасијевић, за песму Мали тужни врт (Политика, Културни додатак, 7. 10. 2023).[9]
- 2024 — Живојин Ракочевић, за круг песама Певање пећкој мајци, објављен у јунској свесци Летописа Матице српске за 2024. годину.[10]